# Tyler Nelson
Tyler Nelson (Bradford, 9 agosto 1995) è un cestista statunitense.

## Palmarès
- ProA: 1

Rostock Seawolves: 2021-2022